# Balaton, Minnesota
Balaton là một thành phố thuộc quận Lyon, tiểu bang Minnesota, Hoa Kỳ. Năm 2010, dân số của thành phố này là 643 người.

## Dân số
- Dân số năm 2000: 637 người.
- Dân số năm 2010: 643 người.